# Ognjan Toschew
Ognjan Toschew (bulgarisch: Огнян Тошев; * 23. Juni 1940 in Sofia) ist ein ehemaliger bulgarischer Radrennfahrer.

## Sportliche Laufbahn
Bei den Olympischen Sommerspielen 1960 schied er beim Sieg von Wiktor Kapitonow im olympischen Straßenrennen aus. Der bulgarische Vierer wurde im Mannschaftszeitfahren auf dem 17. Platz klassiert.